# حارة باصهيب (خور مكسر)
حارة باصهيب هي إحدى حارات حي أكتوبر الواقع بمديرية خور مكسر التابعة لمحافظة عدن، بلغ تعداد سكانها 607 نسمة حسب تعداد اليمن لعام 2004.